# Вулиця Ференца Ліста (Львів)
Вулиця Ліста — вулиця у Галицькому районі міста Львова, у межах історичного центру міста. Сполучає вулиці Миколи Вороного та Коперника.

## Історія
Вулиця відома з XVIII століття під назвою Ковальська, у 1871 році, під час першого масового перейменування львівських вулиць, отримала назву вулиця Лінде, на честь польського вченого-мовознавця Самуеля Лінде. Під час нацистської окупації Львова, з листопада 1941 року по липень 1944 року мала назву Бухенґассе. У радянські часи з 1950 року мала назву вулиця Руднєва, за однією версією — на честь російського адмірала Всеволода Руднєва, за іншою — на честь Семена Руднєва, комісара партизанського загону Сидора Ковпака. Сучасну назву вулиця отримала у 1991 році, на честь угорського композитора Ференца Ліста.

## Забудова
В архітектурному ансамблі вулиці Ліста переважають історизм, конструктивізм та класицизм.
Будинок № 1 споруджений у 1930-х роках у стилі конструктивізму. Під час німецької окупації Львова 1941—1944 років у цьому будинку містився штаб командувача СС, що одночасно обіймав посаду заступника губернатора дистрикту Галичина. З 1995 року тут міститься Галицька районна адміністрація ЛМР. В інтер'єрах будівлі, сходовій клітці, збереглися цікаві барельєфи на селянську тематику.
Будинок № 2 — колишній прибутковий будинок Едварда Гелвіґа, зведений за проєктом архітектора В. Шульмана у 1909—1910 роках. На початку XX століття в будинку містилася редакція видань українських соціал-демократів: «Червоний прапор» та «Земля і воля», за часів Польської республіки — крамниця дамського одягу Райнкраута.
Чотириповерховий будинок № 3, споруджений у 1930-х роках у стилі функціоналізму, за проєктом архітектора Владислава Дердацького, на місці старішої кам'яниці, що належала бондарю Олександру Янковському. У 1880-х роках тут мешкав інженер і громадський діяч Василь Нагірний, у якого зупинявся Іван Франко.
Будинок № 4, споруджений у 1895 році за проєктом Вінцента Равського-молодшого під друкарню. Збереглися маскарони у вигляді голови першодрукаря Йоганна Гутенберга.
У двоповерховій кам'яниці під № 5 наприкінці XIX століття діяла перша у Львові поліклініка. У приміщенні кам'яниці у 1904 році встановили пам'ятну табличку роботи скульптора Антонія Попеля, на згадку про засновника поліклініки доктора Владислава Татарчука.
У будинку № 7 на початку XX століття містилася редакція радикально-політичного часопису «Громадський голос».
За часів Польської республіки у будинку № 6 розташовувалися фабрика туалетного мила та парфумерії «Кляйн і Син», крамниця тканин Ривіцького та магазин електротехнічних товарів «Ge-Zet», у будинку № 8 — ще один магазин електротехнічних товарів «Сіменс і Шукерт», у будинку № 9 — почесне віцеконсульство Бразилії та магазин зброї Львівської мисливської спілки.

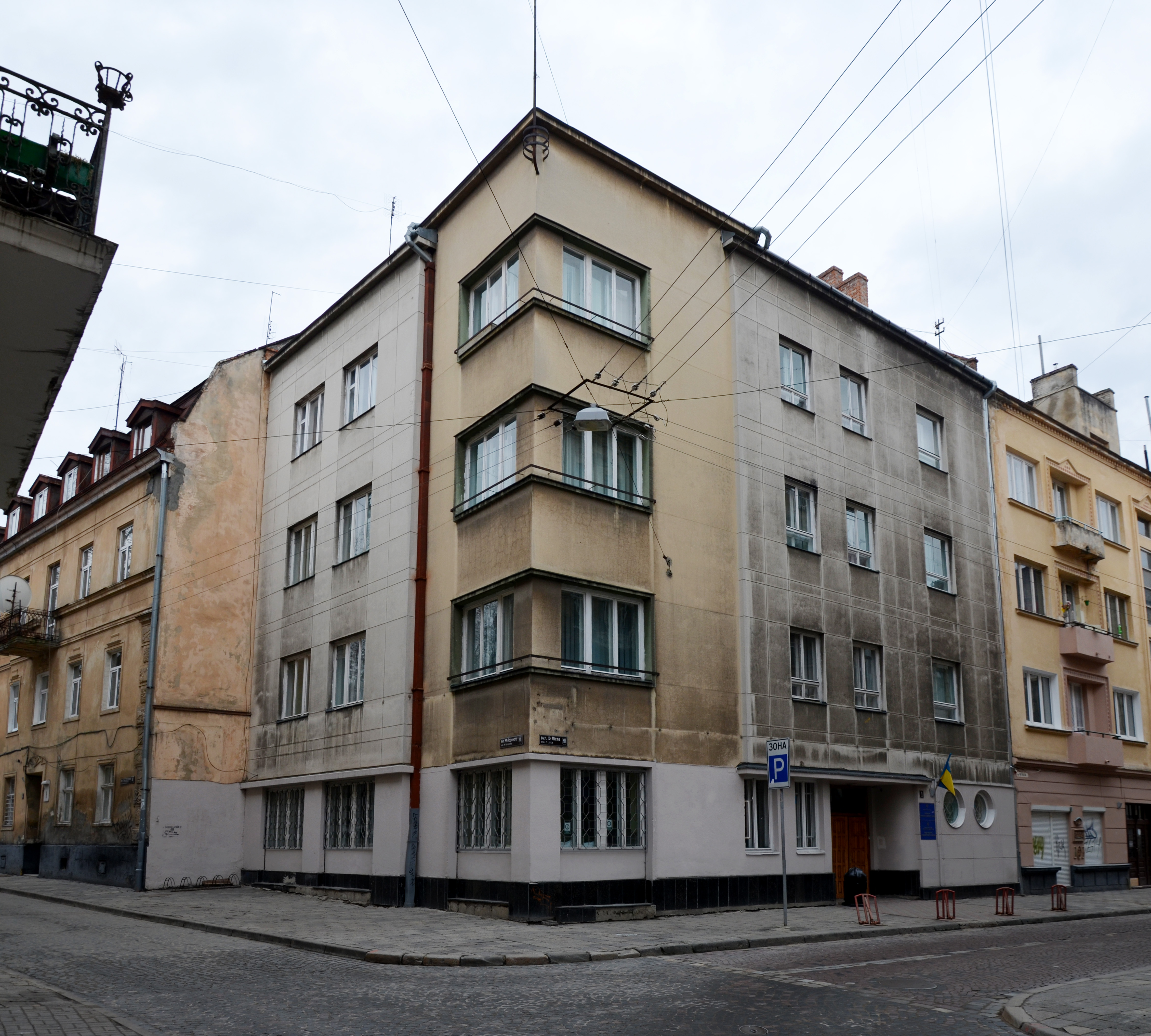
Будинок № 1
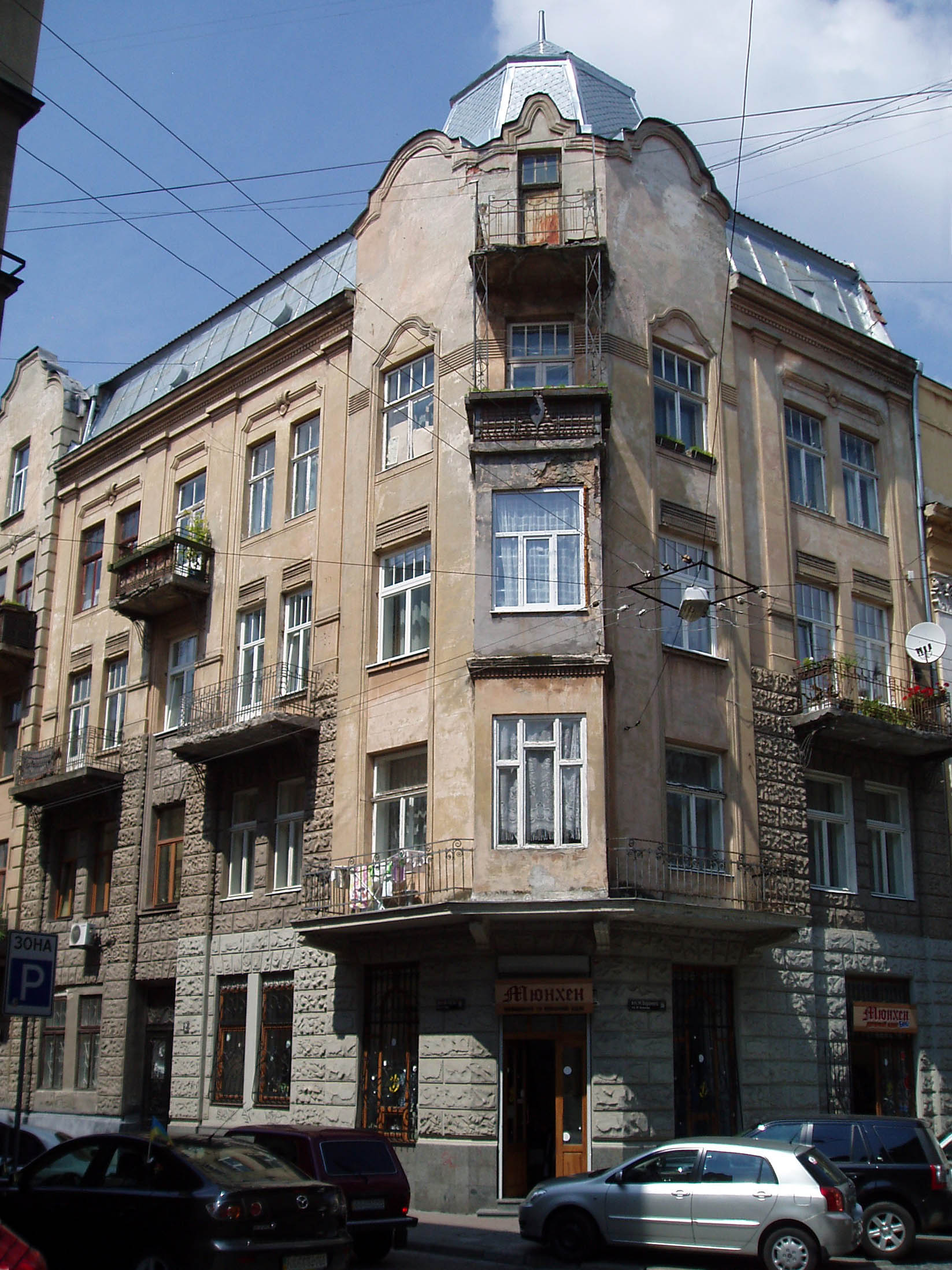
Колишній прибутковий будинок Едварда Гелвіґа
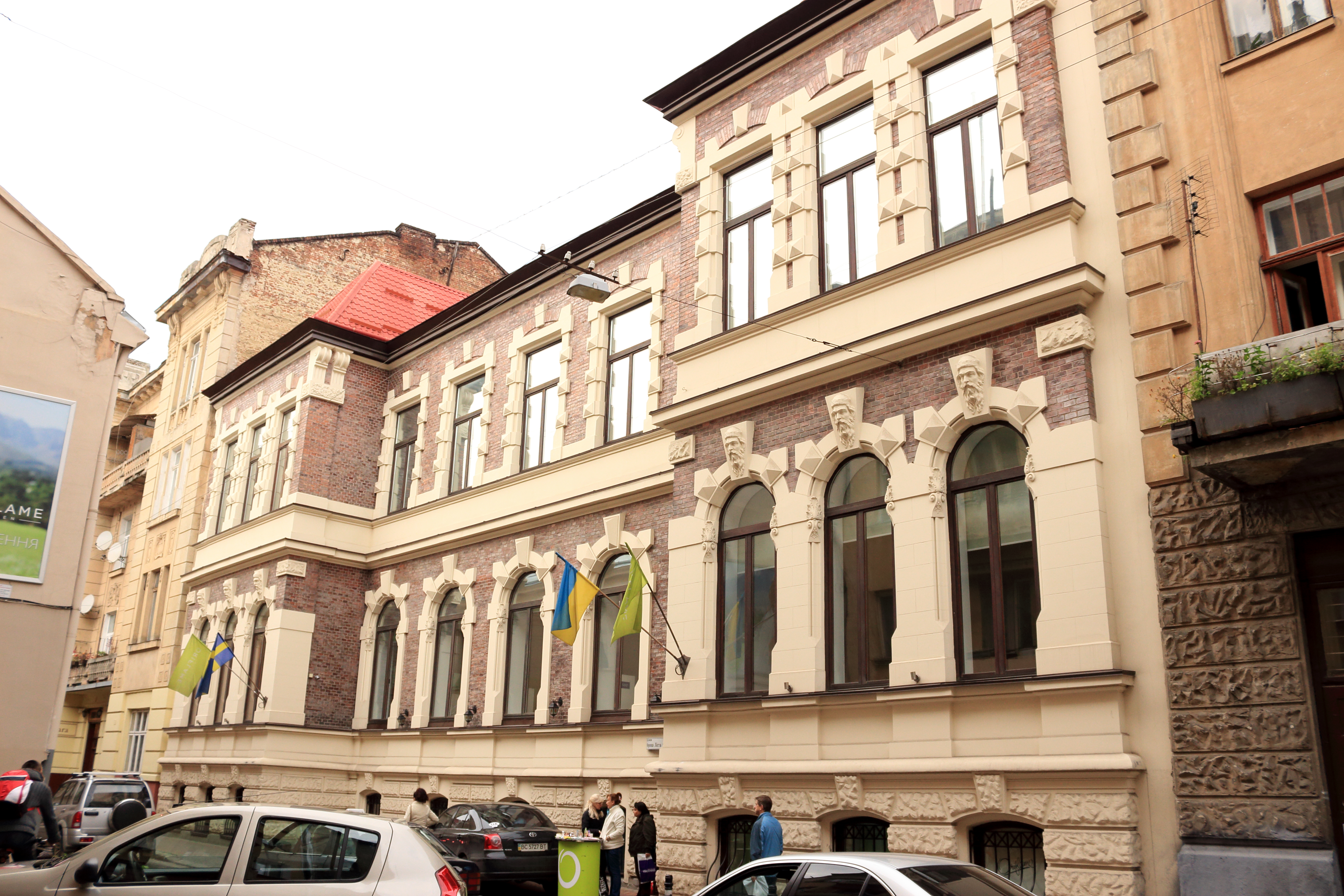
Будинок № 4
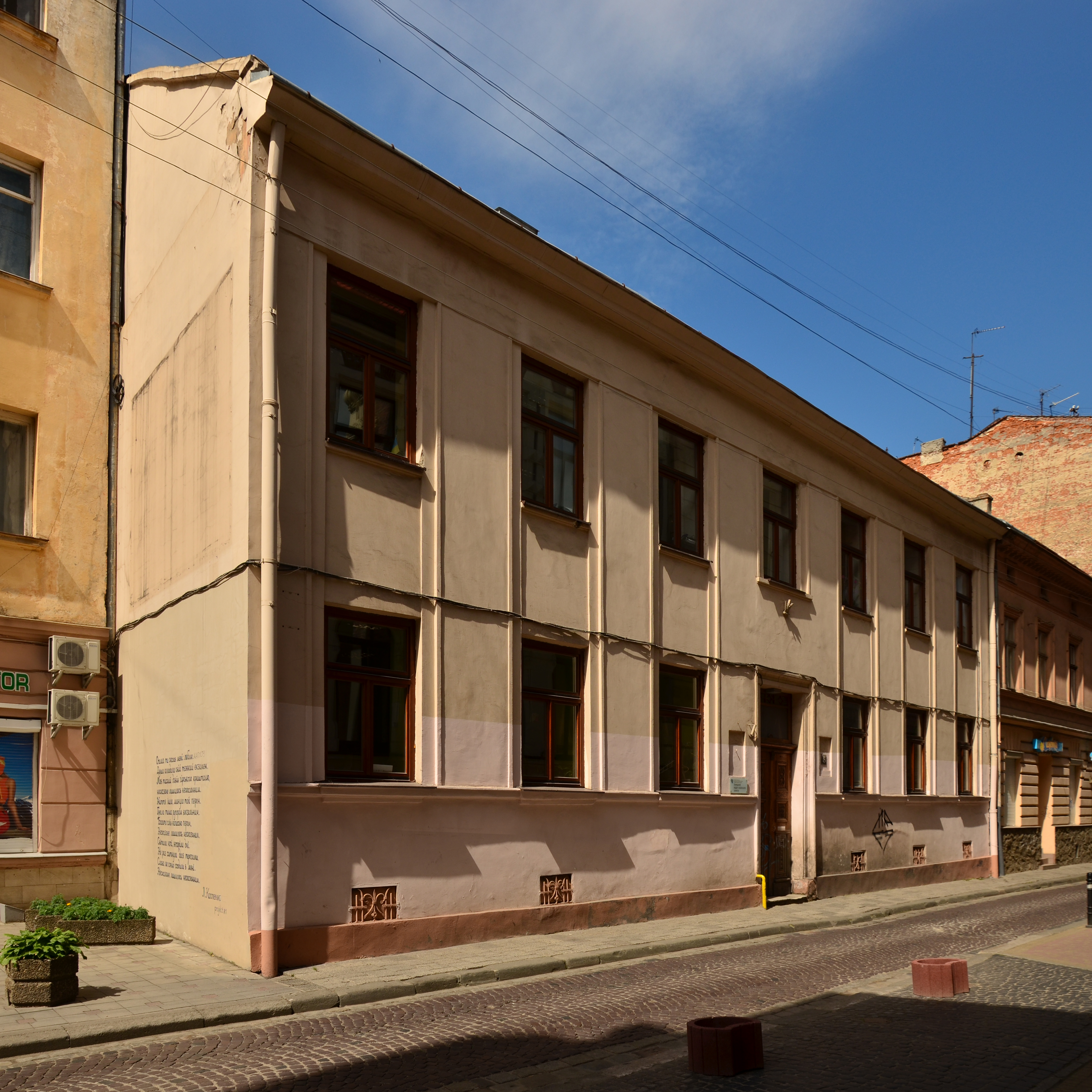
Будинок № 5
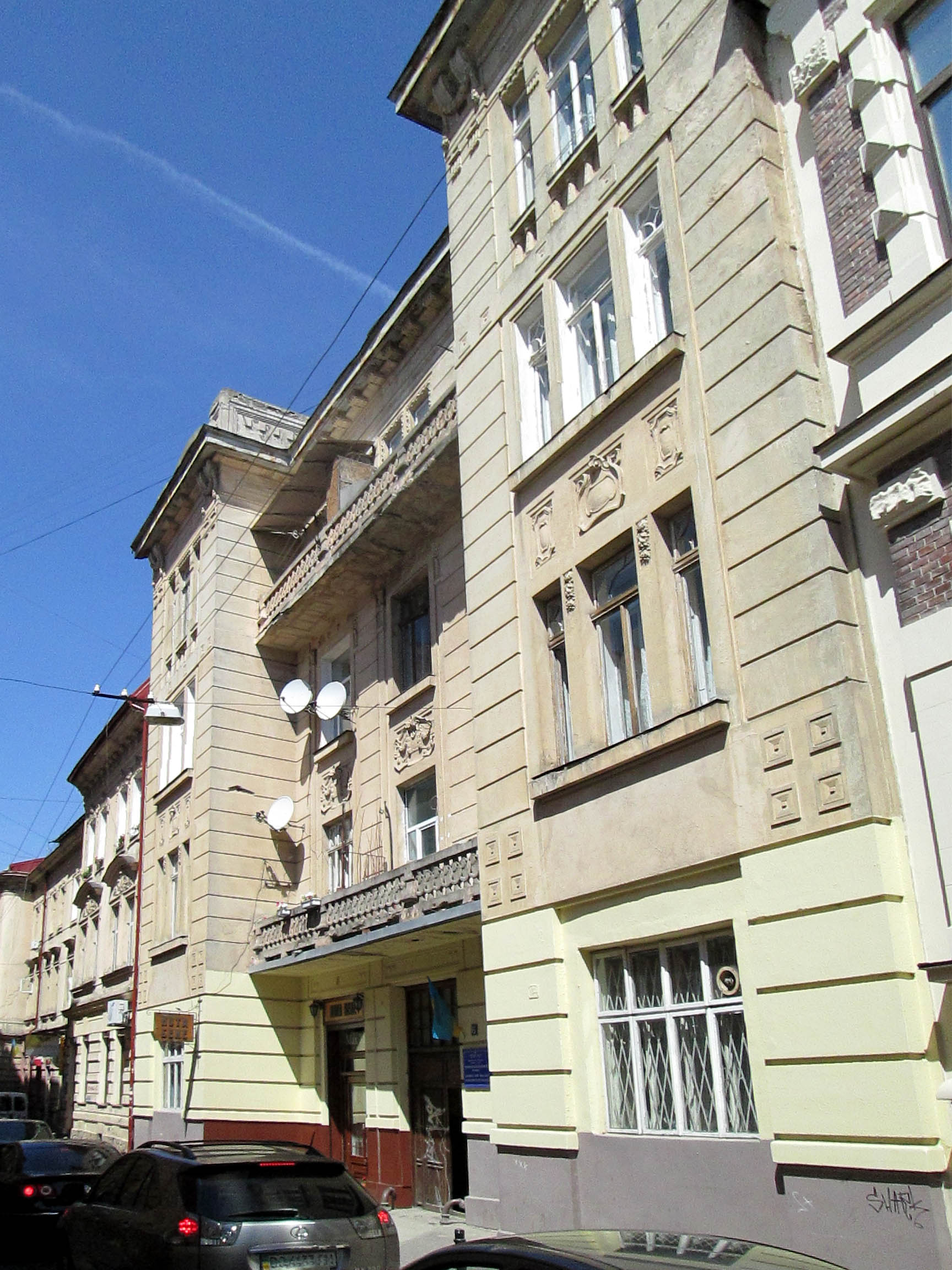
Будинок № 6
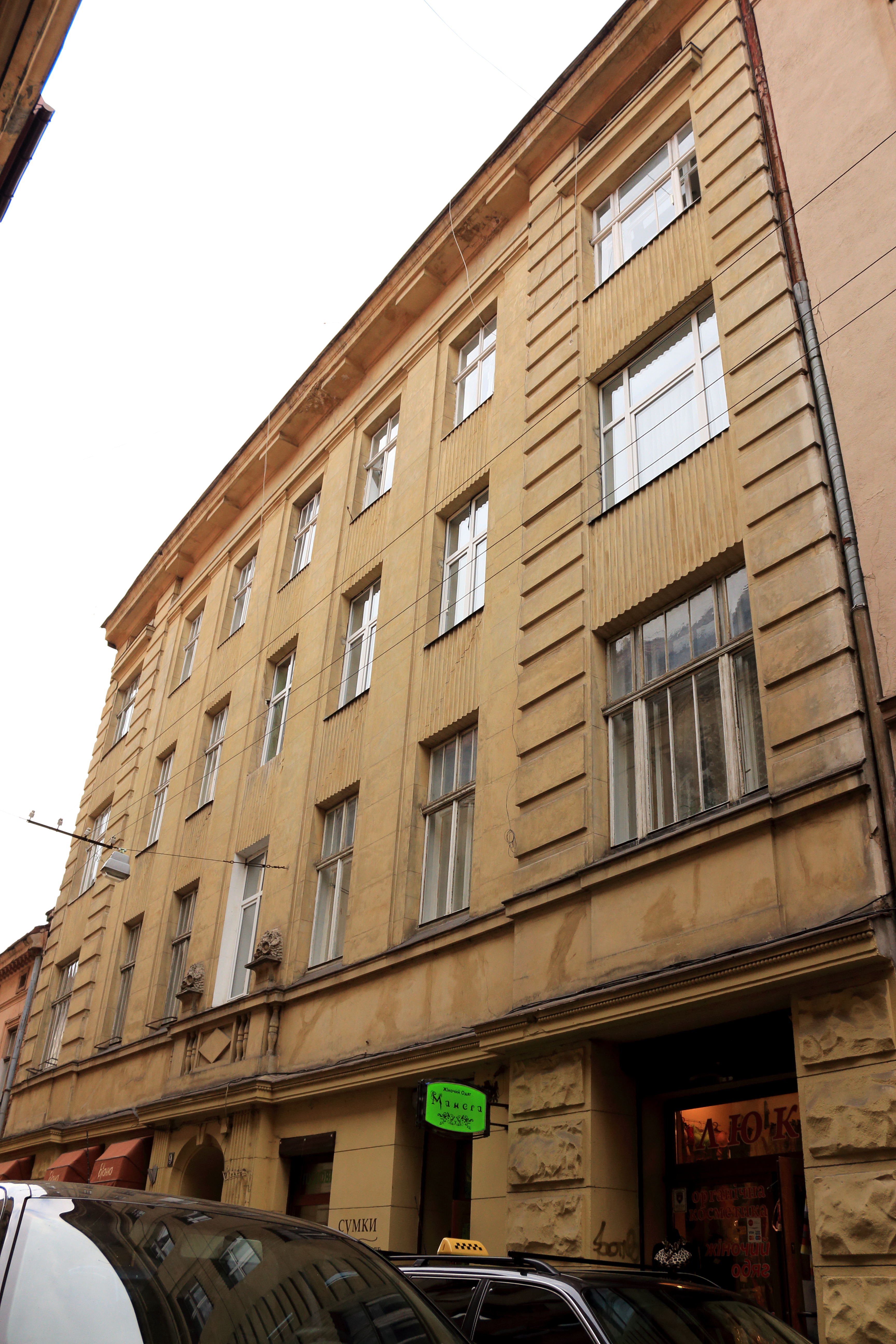
Будинок № 9

## Цікавий факт
Вулиця Ліста є однією з найвужчих у Львові: її мінімальна ширина становить 4,5 м.